# Октобарски
Октобарски или Акцјабрски (блр. Акця́брскі; рус. Октябрьский) насељено је место са административним статусом варошице (городской посёлок) у крајњем северозападном делу Гомељске области у Републици Белорусији. Административно припада Октобарском рејону чије је уједно административно средиште.

## Географија
Насеље лежи у централном делу Октобарског рејона на обалама реке Наратовке (притоке Аресе) на око 190 км северозападно од административног центра области Гомеља. 

## Историја
Насеље Октобарски основано је указом Врховног Совјета Белоруске ССР од 31. августа 1954. и настало је спајањем три насељена места Рудобелке, Руднија и Карпиловке. Одмах по оснивању добило је статус варошице и рејонског центра. 
Насеље Рудобелка први пут се помиње 1507. године. Током грађанског рата и пољске окупације 1918—1920. Рудобелка је била центар самопроглашене слободне Рудобељске републике.

## Демографија
Према резултатима пописа из 2009. у вароши је живело 7.800 становника.
| 1959. | 1970. | 1979. | 1989. | 1999. | 2009. |
| ----- | ----- | ----- | ----- | ----- | ----- |
| 2.954 | 4.273 | 5.825 | 7.253 | 8.440 | 7.800 |

## Саобраћај
Октобарски је друмским правцима повезан са Глуском, Азаричима, Паричима и Капаткевичима.